# Ton roșu
Tonul roșu (Thunnus thynnus) este o specie de ton din familia scombridelor. 
Această specie populează Atlanticul de Est și de Vest, precum și Marea Mediteraneană. A dispărut în Marea Neagră. Tonul roșu este strâns înrudit cu tonul roșu de Pacific (Thunnus orientalis) și cu tonul roșu de sud (Thunnus maccoyii). 
Tonul roșu este una dintre cele mai mari specii perciforme, ajungând până la greutatea de 680 de kg. În cursul istoriei tonul roșu a fost foarte apreciat în arta culinară. În afară de valoarea sa comercială ca aliment, mărimea, viteza și forța, de care dă dovadă în calitate de prădător de vârf, a atras admirația pescarilor, scriitorilor și savanților. 
Această specie reprezintă una dintre cele mai lucrative populații de pește. Indivizii de mărime medie și mare sunt foarte căutați pe piața japoneză de pește crud, unde tonul este foarte apreciat pentru sushi și sashimi. 
Importanța comercială a dus la exploatarea excesivă. Comisia Internațională pentru protecția tonului atlantic a declarat în octombrie 2009 că populațiile de ton roșu au scăzut dramatic în ultimii 40 de ani, cu 72 % în Atlanticul de Est și cu 82% în Atlanticul de Vest. Pe 16 octombrie 2009 Monaco a recomandat oficial includerea pe lista CITES și interzicerea comerțului cu ton roșu. La începutul anului 2010 funcționarii europeni în frunte cu ministrul francez al ecologiei au sporit presiunea la nivel internațional pentru interzicerea pescuitului comercial al acestei specii. Statele-membre ale Uniunii Europene, care sunt responsabile colectiv pentru cea mai mare parte a supraexploatării tonului roșu, s-au abținut mai târziu de la votul în cadrul Națiunilor Unite legat de excluderea tonului din comerțul internațional.
Cei mai mulți toni sunt prinși de către pescarii profesioniști cu ajutorul paragatelor, năvoadelor, harpoanelor, undițelor grele etc. Începând cu anii 1930 tonul roșu a fost una dintre cele mai importante specii de pești mari căutate de pescarii sportivi, în special în Statele Unite, dar și în Canada, Spania, Franța și Italia. 

## Descriere
Corpul este romboidal în profil și robust. Capul este conic și gura mai degrabă mare. Capul are o "fereastră pineală" care îi permite să navigheze prin arealul său de mai multe mii de kilometri. Culoarea este albastru-închis deasupra și gri desubt, cu o scânteiere aurie pe corp și aripioare caudale de un galben aprins. Tonul roșu poate fi deosebit de alți membri ai familiei sale prin lungimea relativ mică a înotătoarelor pectorale. Ficatul lor este unic prin faptul că este acoperit cu vase sanguine. 
Specimenele adulte maturizare complet ajung la 2 – 2,5 m lungime și cântăresc circa 225 – 250 kg. Cel mai mare specimen capturat în conformitate cu regulile International Game Fish Association a fost prins în largul coastei Noii Scoții, o zonă renumită pentru tonii săi uriași, și cântărea 679 kg, având lungimea de 3,7 m. Cea mai lungă confruntare dintre un om și un ton a avut loc lângă Liverpool, Nouă Scoție în 1934, când șase bărbați au luptat cu un ton de 164 – 363 kg timp de 62 de ore. Institutul Smithsonian, precum și U.S. National Marine Fisheries Service au consimțit că această specie poate atinge o greutate de 910 kg. Ajunge la maturitate relativ rapid. Într-un studiu, care includea indivizi de până la 2,55 m lungime și 247 kg greutate, nici unul nu a fost considerat să aibă peste 15 ani. Oricum, specimenele foarte mari pot avea până la 50 de ani.
Tonul roșu posedă o enormă forță musculară, pe care o canalizează pentru propulsie la înotătoarea sa caudală în formă de semilună prin niște tendoane. Spre deosebire de multe alte specii, corpul tonului rămâne rigid când se mișcă coada, sporind astfel eficiența propulsiei. De asemenea are un sistem circulator foarte eficace. Posedă și una dintre cele mai înalte concentrații de hemoglobină în sânge printre pești, care îi permite să transporte eficient oxigenul la țesuturi.  

## Mod de viață
Tonul se scufundă până la adâncimi de 500 m și poate să atingă viteza de 64 km/h. De obicei vânează pești mici precum sardine, heringi, scrumbii, și nevertebrate precum calmari și crustacee. 
Se consideră că femelele produc până la 30 milioane de icre, pe care le depun în două zone geografice diferite: una în Mediterana de Vest, în particular apele din jurul Insulelor Baleare, și cealaltă în Golful Mexic. Urmărirea cu ajutorul unui sistem de navigație prin satelit pare să confirme convingerea multor savanți și pescari că tonul poate să ajungă în căutarea hranei și peste Atlantic, dar pentru depunerea icrelor se va întoarce acolo, de unde este originar. 
Tonul roșu se adună în bancuri concentrate ca să depună icrele, devenind astfel foarte vulnerabil la pescuitul industrial. Aceasta este cu precădere adevărat în Mediterană unde grupurile de femele pot fi observate din aer de avioanele ușoare care orientează navele cu năvoade către boiști. Se consideră că populațiile orientală și cea occidentală se maturizează la vârste diferite și anume tonii născuți în est ajung la maturitate cu un an sau doi mai devreme.

## Exploatarea excesivă
Până la începutul anilor 1960 populațiile de ton roșu erau în linii mari stabile. Inventarea tehnologiilor frigorifice maritime a contribuit într-o măsură decisivă la exploatarea excesivă a populațiilor de ton, care au scăzut cu 90 %.
Tonul este crescut de la începutul anilor 1970 și în captivitate la așa-numitele "ferme de ton". Cu toate acestea reproducerea tonului în captivitate este foarte anevoioasă, aproape întotdeauna fiind vorba despre creșterea până la maturitate comercială a puietului capturat în sălbăticie. Utilitatea ecologică a acestor ferme este cu atât mai discutabilă, dat fiind faptul că tonul consumă de 10 ori mai mult pește pe o unitate de greutate decât somonul de crescătorie. Din 2010 30 milioane de tone de pește mic au fost capturate anual în ocean, în cea mai mare parte pentru hrănirea peștelui de crescătorie.